# Арсуг
Арсуг — село в Агульском районе Дагестана. Входит в сельское поселение «Сельсовет „Буршагский“».

## Географическое положение
Расположено во Внутригорном Дагестане, на реке Кошанапу (бассейн реки Чирагчай), в 25 км к северо-востоку от села Тпиг.

## Население
| 1895 | 1926 | 1939 | 1970 | 1989 | 2002 | 2008 |
| ---- | ---- | ---- | ---- | ---- | ---- | ---- |
| 316  | ↗331 | ↗352 | ↘270 | ↘217 | ↗337 | ↘322 |
| 2010 | 2021 |      |      |      |      |      |
| ↘238 | ↘208 |      |      |      |      |      |

Согласно результатам переписи 2002 года, в национальной структуре населения агульцы составляли 94 %

## История села
Центр сельского общества (в XIX веке).

## Известные люди
Родина поэта Гаджи-Сефера и Шерифа Мазанаева.